# جعفریه (صالح‌آباد)
جعفریه (صالح‌آباد)، روستایی در دهستان قلعه حمام بخش مرکزی شهرستان صالح‌آباد در استان خراسان رضوی ایران است.

## جمعیت
بر پایه سرشماری عمومی نفوس و مسکن در سال ۱۳۹۵ جمعیت این روستا ۴۷۴ نفر (در ۱۴۵خانوار) بوده‌است.